# Dendrelaphis lorentzii
Dendrelaphis lorentzii är en ormart som beskrevs av Lidth de Jeude 1911. Dendrelaphis lorentzii ingår i släktet Dendrelaphis och familjen snokar. Inga underarter finns listade i Catalogue of Life.
Arten förekommer med flera från varandra skilda populationer på Nya Guinea. Den lever i låglandet och i bergstrakter upp till 1000 meter över havet. Det är inte utrett vilket habitat Dendrelaphis lorentzii föredrar. Flera fynd gjordes intill floder. Honor lägger ägg.
Inga hot mot beståndet är kända. IUCN kategoriserar arten globalt som livskraftig.